# مستعمره تاج شمال بورنئو
مستعمره تاج شمال بورنئو (انگلیسی: Crown Colony of North Borneo) مستعمره تاج انگلیس در جزیره بورنئو بود که در سال ۱۹۴۶ اندکی پس از انحلال اداره نظامی انگلیس تأسیس شد.